# 馬上全接觸
馬上全接觸（英語：Racing Express，簡稱RE），香港賽馬資訊娛樂節目，是由香港賽馬會製作。
逢星期一、二、四、五，22：55，於亞洲電視本港台及亞洲電視亞洲台同步播放，於亞洲電視本港台逢星期二、三、五、六，12：20重播，時長每期5分鐘。該節目2002年9月2日開播至2015年7月完畢，以報導馬壇花邊資訊為主，節目同時於有線18台和有線球彩台播放。2008年節目設立網誌。

## 曾播映頻道及時間
| 電視台         | 播映時間（香港）                                              | 主持人                                |
| -------------- | ------------------------------------------------------------- | ------------------------------------- |
| 亞洲電視本港台 | 星期一、二、四、五晚上10:55 逢星期二、三、五、六正午12:20重播 | 黃美棋、曾淑雅、李麗珊、黃詩思、陳 穎 |
| 亞洲電視亞洲台 | 星期一、二、四、五晚上10:55                                   | 黃美棋、曾淑雅、李麗珊、黃詩思、陳 穎 |

## 2002-2013節目內容

### 02/03馬季
逢星期一至五，晚上10:55播出。2003年開始的環節包括：
- 「馬上速遞」，由當時任見習騎師的江碧蕙和女性馬評人Jovy輪流主持。
- 「「『蕙』眼識英雄」」，由江碧蕙主持，訪問馬圈人士，進行專題探討。
- 「馬上得 FUN」，由Jovy主持，通過在馬場及馬房搜集資料，提供賽事貼士。這環節亦有有獎遊戲成份，曾經因為沒有將遊戲截止日期及得獎者名單知會觀眾，違反《通用業務守則》，被廣播事務管理局發出勸喻。[7]
- 「騎馬人週記」，由現職騎馬人余詠詩主持。

2003年5月由新主持何婉盈接替一度隨夫李格力前往法國的江碧蕙。她曾是歌手，後來加入香港賽馬會擔任顧客服務經理，她父親何世謙是馬主。
在馬季暑休期間推出「暑期賽馬遊踪」系列特輯，由主持人江碧蕙、何婉盈、何慕詩分別走訪法國、英國、澳洲分享當地賽馬文化，並探訪了三匹退役的香港馬王，包括在澳州養老的翠河、在英國養老的奔騰及活力先生，屬於珍貴片段。

### 04/05馬季
逢星期一、二、四、五播出，季初播出時段推前至晚上10:27，從2005年2月28日起改為晚上10:55。時長增至3分鐘，加入新主持梁皓楷及梁慧嘉。環節包括：
- 「全城熱賣」，報道馬圈消息。
- 「各路英雄」，由何婉盈主持，介紹馬圈名人、不同崗位的賽馬會職員、賽馬記者、資深馬迷等。
- 「WINSIR教路」，指導如何使用「智易表」。
- 「馬場開心大發現」，以生動方式提高觀眾對賽事的認識。
- 「馬場樂悠悠」，以年輕人旅遊角度介紹馬場景點及場內特別活動。
- 「馬迷自由講」，邀請馬迷發表意見。

### 05/06馬季
2006年6月29日晚上10:30-11:00播出半小時「迎季尾特別版」。

### 06/07馬季
逢星期一、二、四、五，晚上10:55播出。首兩周曾在星期三加推一集。環節包括：
- 「熱爆大事件」，每集必備環節，報導馬圈最新消息。
- 「天使愛Racing」，有獎遊戲環節，逢星期二、五播出。
- 「經典回憶」，播放賽馬史上經典的大賽片段，逢星期四播出。
- 「馬場大學問」，介紹馬場冷知識，邀請騎師、練馬師或馬房員工講解，並設有觀眾互動問答環節。逢星期一播出。
- 「馬迷有嘢講」，「馬迷自由講」的後繼環節，每次環繞一個馬圈的熱門話題，邀請馬迷發表意見。逢星期二播出。
- 「非常金榜」，以排行榜形式倒數揭曉一周馬圈新聞及人、馬成績。逢星期五播出。
- 「馬迷有野玩」，包括「各行各業篇」「動物篇」「電影篇」「對聯&數字篇」。由Racing Angel主持 ，帶領觀眾遊覽香港特色店鋪，藉此介紹來臨賽事中值得注目的賽駒名字，並提供賽事心水。

### 07/08馬季
- 「馬迷Live Board」，訪問馬迷，透過生活及優閒話題，帶出他們對來臨賽事中的心水分析
- 「天使愛Racing」，Racing Angel 訪問入場馬迷，分享賽事心水。
- 「國際競馬情報」，專訪外國賽馬盛事及報導海外大賽資訊。
- 「家俊賽馬學堂」，教授馬場及馬匹冷知識，加深觀眾對馬匹狀況及血統等背景的認識。
- 「馬王傳奇」，每集介紹一匹香港馬王，重溫賽駒往績及威水史。（如靚蝦王）

### 08/09馬季
- 「一周頭條」，仿傚<頭條新聞>形式，選取一周中馬場內最矚目事件，配上流行曲以增加報導趣味性。
- 「馬場潮語」，是由張美德、連家欣、廖浩賢、洪禮賢主持，介紹馬場常用專業術語及冷知識。
- 「馬場代表作」，針對將參與賽事騎師，論析目標騎師策騎智慧，並剖析其臨場表現及展望賽事形勢。
- 「騎練殺手鐧」，分析將參與賽事騎練之強項及展望其表現。
- 「馬場收風站」，追訪騎練最新動向，緊貼馬圈動態。

### 09/10馬季
- 「馬圈猜情尋」，與新報馬簿合作，藉展示馬壇騎練的昔日相片，考驗馬迷對騎練的熟悉度。
- 「馬壇當年今日」，回顧當年馬場大賽，與已經歷各種變遷的大賽作出今昔對比。
- 「馬迷Live Board」，訪問馬迷，透過生活及優閒話題，帶出他們對來臨賽事中的心水分析。
- 「騎練Fans Club」，介紹馬圈中各騎練資料及送出騎練簽名相片
- 「瞬間Racing World」，放眼國際馬壇資訊，追蹤海外賽事形勢。
- 「馬場潮語」，由張美德、連家欣、廖浩賢、洪禮賢主持，介紹馬場常用專業術語及冷知識。
- 「馬名新辭典」，介紹來臨賽事中值得注目的賽駒及其名字由來
- 「Racing冷知識」，介紹馬場常用專業術語及冷知識
- 「Racing必修科」，介紹有關馬匹的冷知識（如馬匹如何飲水 / 為何放屁）
- 「馬場達人」，訪問馬會中各部門具專業馬場知識的從業員，帶出馬場工作的有趣一面。 2010年2月15日起改為晚上10:25播出。

### 10/11馬季
- 「馬壇星語」，訪問藝人馬主或活動嘉賓，為心水騎練賽駒打氣、分享活動感受
- 「駿馬美人關」，介紹將出賽而值得留意之賽駒名字由來
- 「熱爆頭條」，介紹馬壇最新鮮話題，並提供賽日數據及心水分析。
- 「猛料發射站」，報導馬場內各項活動盛況，緊貼馬場娛樂優閒資訊。
- 「人馬茶座」，訪問馬圈內名人紅星，細說馬壇回憶。
- 「馬上看全球」，介紹海外賽事形勢和國際馬壇要聞。緊貼本地遠征馬，報導賽駒於海外的最新情況及騎練訪問。

### 11/12馬季
- 「最強熱話」，以第一手消息搶先報道馬壇最勁最新鮮情報。
- 「賽日頭條」，深入淺出介紹賽事重點資訊與數據，讓馬迷掌握投注策略。
- 「Rising Star大追蹤」，緊貼各匹人氣「至愛新星」之最新動向，了解其狀態與賽事勝算。
- 「馬壇收風站」，追訪騎練，回應馬壇熱話。
- 「騎練私家日誌」，分享騎練日常生活以至出國作賽之體驗，揭露他們私下最真一面。
- 「駒駒大名」，介紹將出賽而值得留意之賽駒的名字由來。
- 「馬上看全球」，介紹海外賽事形勢和國際馬壇要聞。緊貼本地遠征馬，報導賽駒於海外的最新情況及騎練訪問。

### 12/13馬季
- 「星級亮相圈」，黃婉曼同您專訪馬圈星級紅人，掌握馬壇星級猛料。
- 「馬場梳乎厘」，帶您遊遍馬場最新時尚熱點，提供馬場吃喝玩樂最新資訊。
- 「騎練全面睇」，分析騎練背景、殺手鐧、威水史，助你輕鬆備戰。

### 新春特備節目
每年二月，《馬上全接觸》均會製作新春特備節目，以十二生肖運程帶出賽馬訊息，與觀眾一同迎春接運，祝賀觀眾來年旗開得勝。
- 06/07 新春大事件（李丞責主講生肖運程）
- 07/08 花樣開運館（戴妮廷助陣講解生肖風水，並提供賽馬資訊）
- 08/09 招財開運館（開運牛奶妹Angel講解生肖風水，提供化解方法）
- 09/10 新春飛虎肖佳寅（黃師傅講運程）
- 10/11 福兔歸來賀辛卯（烏龜極欲取代某生肖，成為十二生肖中一員）
- 11/12 神龍現身賀新年（以不同類別的龍爭相認定自己才是真身帶出賽事訊息）

### 大賽特備節目
馬場內國際大賽頻繁，《馬上全接觸》會因應賽事而製作特備節目，分析賽事形勢、嘉賓心水及賽駒騎練動向。
11/12馬季
Miss Race女皇駕到（愛彼錶女皇盃）
齊齊打吡Miss Race（香港打吡大賽）
馬上談兵國際賽（2011年香港國際賽事）
10/11馬季
齊齊打吡周秀娜（香港打吡大賽）

## 馬場潮語
根據馬場常用專業術語炮製而成的「馬場潮語」，以輕鬆及深入淺出形式介紹馬場專業術語內容及含意，為<馬上全接觸>之經典環節之一。

### 變遷
08/09馬季　
首次以張美德、連家欣、廖浩賢、洪禮賢陣容輪流主持，於節目內作出介紹。
09/10馬季　
繼續以同一陣容拍攝介紹短片，並於Roadshow同步播映。
10/11馬季　
正式推出盒裝實體「馬場潮語咭」。
11/12馬季　
迎接平版電腦熱潮，推出「馬場潮語iPad app」，是由黃婉曼主持及林保全配音。

## 前任主持
- 駱振偉
- 梁皓楷[19]
- 陳麗玲
- 黃婉曼[20]
- 盧頌恩
- 江碧蕙
- 何慕詩
- 何婉盈
- 陳嘉欣
- 梁慧嘉
- 何基佑
- 林小苑[21][22]
- 單祿陽[21]
- 溫雅妍
- 仁　傑
- 董南菲
- 陳　靜[23]
- 楊　焉[24]
- 徐碧琪
- 莫家淦[25]
- 尹嘉俊
- 關逸揚
- 李韋璇
- 彭遠揚
- 黎雪瑩
- 黃美棋[26]
- 曾淑雅
- 李麗珊
- 黃詩思
- 陳　穎

## 《馬上全接觸》主題曲
11/12馬季，《馬上全接觸》主題曲正式誕生，是由第二屆亞洲星光大道冠軍彭遠揚主唱。
歌名︰馬上全接觸
主唱︰彭遠揚
作曲︰Tuen Chun Wun、D-Crew
作詞︰Tuen Chun Wun、D-Crew、陳詠燊
編曲︰Tuen Chun Wun
監製︰Tuen Chun Wun

## 風格
後期節目加入惡搞元素，如惡搞對台無綫電視的節目《謎》、經典廣告等。惡搞內容常由主持人梁皓楷演繹。電影編劇陳詠燊曾被賽馬會聘用為高級編劇，創作這些惡搞內容與搞笑文案。

## 外部連結
主題曲Youtube馬上放送 http://www.youtube.com/watch?v=wwIfOKqZyUY （页面存档备份，存于）
HKJC RE Facebook專頁 https://www.facebook.com/#!/re.hkjc （页面存档备份，存于）
馬場潮語iPad app http://itunes.apple.com/hk/app/ma-chang-chao-yu/id500605116?mt=8 （页面存档备份，存于）
香港賽馬會官方網站　http://www.hkjc.com/chinese/press/tvprogramme_program.htm （页面存档备份，存于）